# Lithoprocris hason
Lithoprocris hason là một loài bướm đêm thuộc phân họ Arctiinae, họ Erebidae.